# کوین برد
کوین برد (انگلیسی: Kevin Bird؛ زادهٔ ۷ اوت ۱۹۵۲) بازیکن فوتبال اهل بریتانیا است.
از باشگاه‌هایی که در آن بازی کرده‌است می‌توان به باشگاه فوتبال هادرزفیلد تاون و باشگاه فوتبال منزفیلد تاون اشاره کرد.